# 292工程
292工程（俄語：Объект 292）是一款蘇聯於1990年9月製造的實驗型中型坦克。
這款坦克的底盤是以T-80的作爲研發基礎。它的砲塔比T-80來得新，砲塔上安裝了一門152.4毫米線膛砲。1990年9月，292工程的實驗車下線，並在次年接受了實驗。實驗結果表明，這款坦克的火炮和其它部分的穩定性和可靠性都很高。但由於缺乏資金，蘇聯停止了對這款坦克的進一步改進工作。

## 來源
1. ↑  .   [2014-07-25]. （原始内容存档于2010-03-02）.